# Exoprosopa nigritella
Exoprosopa nigritella är en tvåvingeart som beskrevs av Mario Bezzi 1924. Exoprosopa nigritella ingår i släktet Exoprosopa och familjen svävflugor.
Artens utbredningsområde är Malawi. Inga underarter finns listade i Catalogue of Life.